# エーリク・ベリマン
エーリク・ベリマン（Erik Bergman, 1911年11月24日 - 2006年4月24日）は、フィンランドのクラシック音楽の作曲家。

## 経歴
作曲様式は幅広く、初期作品におけるロマン主義から、その後の作風でのモダニズム、とりわけ原始主義へと変化している。初期作品の多くは作曲者自身によって上演が禁止されているため、今のところは接することができない。